# Веселий Яр (Україна)
Веселий Яр (до 2016 року — Червоноукраї́нка) — село в Україні, у Томаківській селищній громаді Нікопольського району Дніпропетровської області. Населення — 137 мешканців.

## Географія
Село Веселий Яр розташоване на березі безіменної річки, вище за течією на відстані 1 км розташоване село Новодніпровка Запорізького району Запорізької області, нижче за течією за 1,5 км розташоване село Широке. Село витягнуто вздовж річки на 5 км.

## Історія
Село засноване до 1932 року.
12 травня 2016 року, на виконання Закону України про декомунізацію, село Червоноукраїнка перейменовано у Веселий Яр.
У 2020 році Зеленогайська сільська рада, в ході децентралізації, об'єднана з Томаківською селищною громадою.
17 липня 2020 року, в результаті адміністративно-територіальної реформи та ліквідації Томаківського району, село увійшло до складу Нікопольського району.